# John Yates (Bischof)
John Yates (* 17. April 1925 in Burslem; † 26. Februar 2008 in Winchester) war ein britischer anglikanischer Theologe und Bischof von Gloucester.
John Yates besuchte zunächst die Battersea Grammar School in London und nach 1940 dann die Blackpool Grammar School in Blackpool. Nach seinem Schulabschluss trat Yates in die Royal Air Force Volunteer Reserve und diente bis 1947 beim Militär. Yates studierte danach Geschichte am Jesus College an der Universität Cambridge. Er erhielt seine Ausbildung zum Priester am Lincoln Theological College in Lincoln. 1951 übernahm er seine erste Stelle als Priester in Southgate im Norden Londons.
1954 kehrte John Yates als Lehrer an das Lincoln Theological College zurück. Von 1960 an übernahm er erneut eine Stelle als Priester, diesmal in Bottesford in Lincolnshire. Nach sechs Jahren in dieser Stellung wurde er der Leiter des Lichfield Theological College in Lichfield. Als das College 1972 geschlossen wurde, wurde er ein Suffraganbischof mit dem Titel eines Bischofs von Whitby im Erzbistum York. 1975 übernahm er dann die Stellung des Bischofs von Gloucester. Durch diese Stellung wurde er 1981 ein Mitglied des House of Lords, das er bis 1991 blieb, als er mit dem Titel eines Bischofs in Lambeth zum Leiter der Verwaltung des Erzbischofs von Canterbury (zu jener Zeit George Carey) ernannt wurde. Von dieser Position aus ging Yates 1994 in den Ruhestand.
John Yates galt als sehr gute Wahl für die Position in der Verwaltung des Erzbischofs von Canterbury, da er in Kirchenangelegenheiten als sehr erfahren galt und damit eine willkommene Unterstützung für George Carey darstellte, für den zu jener Zeit eine solche Unterstützung noch notwendig erschien. In kirchenpolitischen Fragen war Yates’ Haltung sehr liberal und manchmal auch sehr umstritten. Als er sein Amt als Bischof von Gloucester antrat, war er in einer Gruppe von Theologen aktiv, die sich schon damals für die Ordination von Frauen in der Church of England einsetzte.
Bekannt wurde John Yates aber durch den sogenannten Gloucester Report. Yates war der Vorsitzende einer Gruppe von zwölf Theologen, die im Auftrag des Board of Social Relations einen Bericht zum Thema Homosexualität und Kirche für die Generalsynode der Church of England verfassten. Der Wolfenden Report hatte den Weg zum Sexual Offences Act 1967 geebnet, der Homosexualität in England und Wales entkriminalisierte und an ihm waren auch Theologen beteiligt und der Erzbischof von Canterbury Arthur Michael Ramsey hatte das neue Gesetz verteidigt. Aber es erschien der Church of England trotzdem notwendig, ihre Haltung auf Grundlagen der christlichen Lehre zu formulieren. Die Auseinandersetzung um den Bericht, den die Gruppe um Yates erarbeitet hatte, konzentrierte sich dann auf die zusammenfassende Aussage, dass „circumstances in which individuals may justly choose to enter a homosexual relationship involving a physical expression of sexual love“ durch die Kirche tolerierbar wären. Die Fixierung auf diese Aussage gilt als eine Verfälschung des Berichts, der sich des Themas umfassend und fundiert aus theologischer, juristischer und psychologischer Perspektive annimmt. Der Bericht wurde nach seiner Vorlage und der anschließenden Diskussion auf der Synode nicht wieder veröffentlicht, er wird aber trotzdem in den Nachrufen auf John Yates in den als liberal einzuordnenden Zeitungen The Guardian und The Independent als ein ausgewählter wichtiger Punkt im Leben Yates’ behandelt, und auch der konservativere Daily Telegraph kann ihn nicht vollkommen unerwähnt lassen.
John Yates hatte mit seiner ersten Frau, mit der er von 1954 bis zu ihrem Tod 1995 verheiratet war, einen Sohn und zwei Töchter. Yates war von 1998 bis 2007, als seine zweite Frau starb, nochmals verheiratet.